# Rudolf Schetter

Rudolf Schetter

Rudolf Schetter (* 7. Februar 1880 in Halle in Westfalen; † 11. März 1967 in Köln) war ein deutscher Jurist und Politiker (Zentrum).

## Leben und Wirken
Schetter besuchte die Volksschule und das Gymnasium in Wesel. Später studierte er Rechtswissenschaften in Freiburg im Breisgau, München und Bonn. 1901 legte Schetter die erste juristische Staatsprüfung ab. 1903 folgte die Promotion zum Dr. jur. und 1906 die zweite juristische Prüfung, mit der er zum Gerichtsassessor avancierte. Ab 1909 amtierte er als Landrichter in Köln. 1911 wurde er Hilfsrichter am Oberlandesgericht in Köln. Von 1914 bis 1918 nahm Schetter als Oberleutnant später als Hauptmann der Reserve der Feldartillerie am Ersten Weltkrieg teil. Im Krieg wurde er mit dem Eisernen Kreuz beider Klassen ausgezeichnet. 
Nach seiner Rückkehr aus dem Krieg ließ sich Schetter auf Gut Karthaus nahe Jülich nieder, dessen Eigentümer sein Schwiegervater war und das später auf Schetters Ehefrau Maria, geborene Menzen, überging. 1920 wurde Schetter zum Oberlandesgerichtsrat in Köln ernannt. Ab 1923 amtierte er dort als Landgerichtsdirektor. In den Jahren 1924 bis 1928 fungierte er schließlich als Senatspräsident am Oberlandesgericht in Düsseldorf. Gleichzeitig war er dort Mitglied des Auflösungsamtes für Familiengüter.
Bei der Reichstagswahl vom Mai 1924 wurde Schetter als Kandidat des Zentrums für den Wahlkreis 20 (Köln-Aachen) in den Reichstag der Weimarer Republik gewählt, dem er zunächst zwei Legislaturperioden lang bis zu der Wahl vom Mai 1928 angehörte, bei der er sein Mandat verlor. Im April 1929 konnte Schetter im Nachrückverfahren für den ausgeschiedenen Josef Sinn in den Reichstag zurückkehren, dem er nun ohne Unterbrechung bis zum November 1933 angehörte. Im Laufe dieser viereinhalb Jahre wurde er viermal bei Wahlen als Abgeordneter des Wahlkreises 20 bestätigt: Im September 1930, im Juli und November 1932 und im März 1933.
Von 1936 bis 1939 war Schetter an der Staatsbibliothek Berlin tätig.
1944 wurde Schetter im Rahmen der Aktion Gitter von der Gestapo verhaftet und einige Wochen lang in Haft gehalten.
Nach dem Krieg beteiligte sich Schetter am Wiederaufbau des Stadtarchivs Bottrop.
Er war Mitglied der katholischen Studentenverbindung KStV Frisia Bonn.

## Ehrungen
- 1952: Großes Verdienstkreuz der Bundesrepublik Deutschland

## Schriften
- Die Verjährbarkeit der dinglichen Ansprüche nach dem bürgerlichen Gesetzbuche, 1904.
- Die Intervenienz der weltlichen und geistlichen Fürsten in den deutschen Königsurkunden von 911-1056, 1935.
- 50 Jahre Herz-Jesu-Kirche Bottrop, in: Bottroper Festschriften, Nr. 3, 1952, S. 45f.
- Zur Grossstadtwerdung Bottrops. 23. Februar 1953. Festschrift, 1953.
- Westfälische Bibliographie zur Geschichte, Landeskunde und Volkskunde, 1955.
- Die Karte des Arnold Mercator vom Walde Boschofssondern bei Bottrop, 1959.
- Bottrop. [Kultur- und Wirtschaftschronik], 1971.